# Arlington (Wisconsin)
Arlington és una població dels Estats Units a l'estat de Wisconsin. Segons el cens del 2000 tenia 484 habitants.

## Demografia
Segons el cens del 2000, Arlington tenia 484 habitants, 187 habitatges, i 147 famílies. La densitat de població era de 283,1 habitants per km².
Dels 187 habitatges en un 34,8% hi vivien nens de menys de 18 anys, en un 67,9% hi vivien parelles casades, en un 8,6% dones solteres, i en un 20,9% no eren unitats familiars. En el 17,6% dels habitatges hi vivien persones soles el 7,5% de les quals corresponia a persones de 65 anys o més que vivien soles. El nombre mitjà de persones vivint en cada habitatge era de 2,59 i el nombre mitjà de persones que vivien en cada família era de 2,91.
Per edats la població es repartia de la següent manera: un 26% tenia menys de 18 anys, un 6,2% entre 18 i 24, un 31% entre 25 i 44, un 24,2% de 45 a 60 i un 12,6% 65 anys o més.
L'edat mediana era de 37 anys. Per cada 100 dones de 18 o més anys hi havia 89,4 homes.
La renda mediana per habitatge era de 51.750 $ i la renda mediana per família de 55.227 $. Els homes tenien una renda mediana de 36.250 $ mentre que les dones 26.591 $. La renda per capita de la població era de 21.270 $. Aproximadament el 0,8% de les famílies i el 2,6% de la població estaven per davall del llindar de pobresa.

## Poblacions més properes
El següent diagrama mostra les poblacions més properes.